# 劍與魔法 (電子遊戲)
《劍與魔法》（英語：Swords and Sorcery）是一款由Personal Software Services（下稱PSS）開發及發行的奇幻角色扮演電子遊戲，遊戲僅限於英國本土發售，於1985年在ZX Spectrum平台上推出，並於翌年登陸Amstrad CPC平台。該遊戲包含迷宫探索元素，玩家扮演一個可自訂的角色在地下墓穴中冒險，在獲得大量財富之餘，亦得同時收集7件神聖盔甲。
該遊戲連同專用T恤、徽章和海報一併發行。鑒於編程上的複雜性，開發商曾於1985年間數度將發行日期延後。《劍與魔法》自推出以來備受好評；最受稱頌的包括圖像、色彩運用、動畫及其選單界面。它亦於1986年1月獲得《电脑与电子游戏》「月度最佳遊戲」（Game of the Month）獎項。

## 遊戲系統

遊戲介面顯示多項功能：包括一幅地下墓穴的地圖、一處以第一人称视角展示的地方，以及一個命令框。在此屏幕截圖中，玩家角色已死亡，死神給予該角色一條額外的生命。

《劍與魔法》中玩家以第一人稱及鳥瞰角度進行遊戲，並包含迷宫探索元素（一種常見於角色扮演電子遊戲的特點）。遊戲設定於一個名為佐布（Zob）的虛構陸地，主要目標是要探索陸地上的地下墓穴，並發掘大量財寶；與此同時，玩家亦需收集7件佐布地區的神聖盔甲。遊戲開始時，玩家可選擇自己的玩家角色；預設主角是無聊的弗魯比特（Flubbit the Dull），但遊戲內亦提供選項，讓玩家自行建立及個性化自己的角色。當角色建立完成後，一個為期14天的訓練計畫亦隨之展開，該計畫給予玩家提升自身能力（如開鎖、劍術和偷竊）的機會。遊戲內亦備有可供玩家隨時存取的軍械庫，當中包括盔甲及多種武器。遊戲的貨幣是龍的牙齒，可用作購買物品與裝備。
在地下墓穴的移動透過輸入指令及關鍵字（即遊戲中所指的「MIDAS」）進行，如輸入「hit」會展示一個顯示各種攻擊技巧型態的選單。屏幕左方利用動畫化的第一人稱視角，展示玩家正身處的隧道或墓室，而介面右方則以一般自鳥瞰角度展示地下墓穴。屏幕底部則包含一個命令框（command box）及顯示可供玩家使用的選項或提示；閃爍的箭頭標示於地下墓穴中可移動之處。在遊戲過程中，滴水獸、貓人（catman）及武士等敵人會隨機出現，並會攻擊玩家。玩家可以使用毒藥、火焰攻擊等魔咒，以及劍、斧等武器均可用於擊退敵人。玩家角色擁有血條和魔法條各一，分別會在被敵人攻擊或使用魔咒後減少。遊戲內的物品（包括寶藏或藝術品）或可給予玩家負面效果的機會，如消耗生命或使行動變得麻痹。

## 開發
該遊戲原計劃於1984年夏天發佈，但數次延期達一年之久才正式發售。在1985年正式發售之前，《劍與魔法》已經耗費了兩年時間進行開發，遠超PSS原定的開發計劃，並且於1985年底推出之時仍存在一些程序错误。PSS澄清，有關推遲是鑒於遊戲的複雜性，而需要花費大量工時於編程工作上。該遊戲亦是PSS迄今以來規模最大的發行作品。《劍與魔法》在推出之時連同T恤、徽章和海報一併推出。
為方便未來遊戲的關卡設計，曾任職英國通用電氣公司晶片設計師的迈克尔·辛普森為遊戲設計了一套名為MIDAS的系統。縱然如此，據PSS創辦人加里·梅斯（Gary Mays）於2016年的一個訪問中指出，無限期延後Z80版本的發佈時間令PSS於心力和錢財兩方面均耗上不少的代價；此外，該遊戲在推出後的銷量欠佳，令MIDAS無用武之地，添加新關卡和移植至康懋達64之計畫亦告吹。
該遊戲的失敗對該公司的營運響起警號，及後Mirrorsoft於1987年（亦即遊戲推出後2年）收購該公司大部份股權。

## 反應與評價
該遊戲於發行時獲得正面評價。《Your Sinclair》的瑞秋·史密斯（Rachael Smith）讚揚該遊戲所營造的一個富想像力的氛圍，指出開發者將玩家帶進一個「有說服力的世界」當中，並相信遊戲會變成「推崇」。《撞擊》的菲利帕·歐文（Philippa Irving）稱讚該遊戲演出「優異」、圖像「在同類遊戲中絕無僅有」，並指出該遊戲亦有提供「優秀的」動畫，以「儘可能最佳的方式」呈現細節。《Sinclair User》的加里·胡克（Gary Hook）認為《劍與魔法》主要面向「藍波式」迷宮探索者。在圖像方面，胡克指出它們「並不令人吃驚」，但是起到一定作用，若果遊戲只以純文字形式呈現，恐怕只會「一片死寂」（deadly dull）。
《ZX Computing》一名評論員直呼該作為「迄今於電腦上製作」最好的《龙与地下城》版本，並稱該遊戲「值得等待」。《电脑与电子游戏》一名評論員認為該遊戲「獨一無二」，不能另作分類。然而，他亦批評遊戲內的戰鬥速度，稱其有時「令人沮喪」。縱然如此，該雜誌仍給予該遊戲1986年1月「月度最佳遊戲」獎。德國雜誌《當今軟體市場》的羅伯特·弗里普（Robert Fripp）概括該遊戲呈現了一個「成功的」冒險。《Amstrad Action》的鮑勃·韋德（Bob Wade）稱讚遊戲的演出、深度和氛圍，但亦同時批評該作起初的複雜性和需要投入的時間。《電腦遊戲玩家》對該遊戲給予甚高正面評價，形容該作複雜、困難，且令人身臨其境，尤其對氛圍一環給予甚高分數。
在其後對角色扮演遊戲的回顧中，《先進電腦娛樂》指出對該遊戲常見的批評是與「探索停車場」相似；然而，評論員贊揚該遊戲能夠描繪一個「複雜的」世界。